# Terrence Agard
Terrence Agard (Willemstad, 16 april 1990) is een Nederlandse sprinter, die gespecialiseerd is in de 400 m. Hij vertegenwoordigde de Nederlandse Antillen tot de ontbinding van dat land in 2010.
Agard won op de Olympische Spelen van 2020 in Tokio de zilveren medaille op de 4 x 400 m, samen met Liemarvin Bonevacia, Tony van Diepen en Ramsey Angela.

## Nederlandse kampioenschappen
Outdoor
| Onderdeel | Jaar |
| --------- | ---- |
| 400 m     | 2019 |

## Persoonlijke records
Outdoor
| Onderdeel | Prestatie          | Datum        | Plaats            |
| --------- | ------------------ | ------------ | ----------------- |
| 200 m     | 20,78 s (-0,2 m/s) | 9 mei 2015   | St-Martin         |
| 400 m     | 45,61 s            | 30 juni 2019 | La Chaux-de-Fonds |

Indoor
| Onderdeel | Prestatie | Datum            | Plaats    |
| --------- | --------- | ---------------- | --------- |
| 400 m     | 46,41 s   | 26 februari 2022 | Apeldoorn |

## Palmares

### 200 m
- 2014:  NK - 21,20 s

### 400 m
- 2013:  NK - 46,74 s
- 2014:  NK - 46,02 s
- 2015:  NK indoor - 46,77 s
- 2016:  NK - 47,08 s
- 2017:  NK indoor - 46,94 s
- 2017:  NK - 46,40 s
- 2018: DNF NK (in ½ fin. 47,43 s)
- 2019:  NK - 46,15 s
- 2020:  NK indoor - 46,84 s
- 2021: 8e FBK Games - 47,65 s
- 2021: 4e NK - 46,09 s
- 2022: DQ NK indoor (in serie 46,41 s)
- 2022: 5e NK - 46,61 s
- 2024:  NK indoor - 46,66 s

### 4 x 400 m
- 2016: 7e EK - 3.04,52
- 2019: 5e B-fin. World Athletics Relays in Yokohama - 3.05,15 (in serie 3.04,30)
- 2021:  OS - 2.57,18 (NR)
- 2022:  WK indoor - 3.06,90
- 2022: 5e in serie WK - 3.03,14
- 2023: 6e WK - 3.00,40
- 2024:  WK indoor - 3.04,25 (NR)
- 2024: 4e in serie EK - 3.03,50

### 4× 400 m gemengd
- 2021: 8e World Athletics Relays - 3.21,02
- 2023: DNF WK (in serie 3.12,12)